# Homozigóta
A homozigóta sejtek diploidok vagy poliploidok és ugyanazzal az alléllel rendelkeznek egy adott lokuszán a homológ kromoszómáknak. Amikor egy élőlényt a homozigóta kifejezéssel illetünk, akkor az azt jelenti, hogy két homológ kromoszómáján egymással azonos, egy adott öröklődésre jellemző génkópiákat hordoz. Azaz a genotípus AA vagy aa. Az ilyen sejt vagy élőlény homozigótának tekintendő.
A homozigóta domináns genotípus akkor jelenik meg, ha egy adott lokusz két domináns alléllel rendelkezik (például AA). A homozigóta recesszív esetében a lokuszokon két recesszív allélt találunk (például aa).
Emberben és néhány egyéb fajban az az eset is fennállhat, hogy egy X-kromoszómához kapcsolt gén esetén a férfiak mind homozigóták, hiszen csak egy X-kromoszómával rendelkeznek.